# Jean Baget
Pour les articles homonymes, voir Baget.
Jean Baget, né le 18 octobre 1743 à Lavit-de-Lomagne dans le Languedoc, mort le 17 février 1821 dans la même commune, est un général français de la Révolution et de l’Empire.

## Biographie
Le 21 mai 1759, il entre  dans le régiment de Vogué en tant que carabinier, il passe maréchal des logis le 1er avril 1763, et sous-lieutenant au régiment Royal cavalerie le 11 août 1768. Sous-aide major le 1er juillet 1770, lieutenant en second le 11 juin 1776 et lieutenant en premier le 8 avril 1779.
Il est nommé capitaine le 1er mai 1788 et il est fait chevalier de Saint-Louis le 12 décembre 1790. Il devient, le 10 mars 1792, aide de camp du général Valence, puis chef d'escadron au 1er régiment de carabiniers le 30 septembre 1792. Le 9 juin 1793, il est blessé à la bataille d'Arlon, et il est promu général de brigade le 30 juin suivant. Il assiste à la victoire de Wissembourg en décembre permettant de débloquer Landau et de conquérir le Palatinat.
Le 25 pluviôse an V il est réformé et devient inspecteur général des remontes. En l'an XI il est nommé commandant du département du Gers et commandeur de la Légion d'honneur le 14 juin 1804
. Il est admis à la retraite le 28 mars 1807.
Il meurt le 17 février 1821, à Lavit-de-Lomagne.

## Sources
- (en) « Generals Who Served in the French Army during the Period 1789 - 1814: Eberle to Exelmans »
- Thierry Pouliquen, « Les généraux français et étrangers ayant servis [sic] dans la Grande Armée » (consulté le 22 septembre 2014)
- « Cote LH/90/49 », base Léonore, ministère français de la Culture
- Pierre Jullien de Courcelles, Dictionnaire historique et biographique des généraux français : depuis le onzième siècle jusqu'en 1822, Tome 1, l’Auteur, 1823, 490 p. (lire en ligne), p. 273.